# Réallon (rivière)
Cet article concerne le cours d'eau. Pour la commune française, voir Réallon.
Le Réallon est un torrent qui coule dans le département des Hautes-Alpes, en région Provence-Alpes-Côte d'Azur, sous-affluent du Rhône par la Durance.

## Géographie
Le torrent de Réallon né de la réunion de plusieurs torrents aux Gourniers dans le sud du massif des Écrins et se jette dans le lac de Serre-Ponçon.
La longueur de son cours d'eau est de 19,8 km.

### Communes et cantons traversés
Dans le seul département des Hautes-Alpes, le torrent de Réallon traverse les trois communes suivantes, et un canton, dans le sens amont vers aval, de Réallon (source), Puy-Saint-Eusèbe, Savines-le-Lac (confluence). 
Soit en termes de cantons, le Réallon prend sa source et conflue dans le même ancien canton de Savines-le-Lac, dans l'arrondissement de Gap, et donc le nouveau canton de Chorges.

### Bassin versant
Le torrent de Réallon traverse une seule zone hydrographique « La Durance du torrent des Vachères au torrent de Trente Pas inclus »  (X050) de 3 762 km2 de superficie. Ce bassin versant est constitué à 90,38 % de « forêts et milieux semi-naturels », à 7,77 % de « territoires agricoles », à 1,05 % de « territoires artificialisés », à 0,77 % de « surfaces en eau », à 0,02 % de « zones humides ».

### Organisme gestionnaire
L'organisme gestionnaire est l'EPTB SMAVD ou syndicat mixte d'Aménagement de la vallée de la Durance.

## Affluents
Le torrent de Réallon a vingt-quatre affluents référencés :
- le ravin de Cordeillas,
- le ravin de Revire Souléou,
- le ravin de la Selle,
- le ravin de la Conférie,
- le ravin de Moure la Gardner,
- le torrent de Serre Reyna,
- la Combe de Baume Longue,
- le ravin du Play,
- le ravin de Coueymians,
- le ravin d'Entrailles,
- le torrent de la Gorge, avec deux affluents
- le ravin du Tournas,
- le torrent de la Martinasse, avec un affluent
- le torrent de la Gauche,
- le ravin du Bessuillier,
- le torrent de la Pisse, avec un affluent
- le Maou Riou,
- le ravin d'algue Noire,
- le torrent de Reyssas, avec six affluents
- le torrent du boulet, avec un affluent
- le Combat de la Vie,
- le ravin de Combat Vaillant,
- le torrent de Béarras,
- la Combe des Marins, avec un affluent

### Rang de Strahler
Donc son rang de Strahler est de trois.